# IIFA Award/Beste Debütantin
Die Gewinnerinnen des IIFA Award for Star Debut of the Year – Female waren:
| Jahr | Darstellerin         | Film                              | Deutscher Titel                             |
| ---- | -------------------- | --------------------------------- | ------------------------------------------- |
| 2001 |                      |                                   |                                             |
| 2002 | Bipasha Basu         | Ajnabee                           | —                                           |
| 2002 | Gracy Singh          | Lagaan: Once Upon a Time in India | Lagaan – Es war einmal in Indien            |
| 2003 | Esha Deol            | Koi Mere Dil Se Poochhe           | —                                           |
| 2004 | Amrita Rao           | Ishq Vishk                        | Ishq Vishk                                  |
| 2005 | Ayesha Takia         | Taarzan: The Wonder Car           | —                                           |
| 2006 | Vidya Balan          | Parineeta: The Married Woman      | Parineeta – Das Mädchen aus Nachbars Garten |
| 2007 | Kangana Ranaut       | Gangster                          | —                                           |
| 2008 | Deepika Padukone     | Om Shanti Om                      | Om Shanti Om                                |
| 2009 | Asin Thottumkal      | Ghajini                           | —                                           |
| 2010 | Jacqueline Fernandez | Aladin                            | —                                           |
| 2010 | Mahie Gill           | Dev D                             | Dev.D                                       |
| 2011 | Sonakshi Sinha       | Dabangg                           | Dabangg                                     |
| 2012 | Parineeti Chopra     | Ladies vs Ricky Bahl              | —                                           |
| 2013 | Yami Gautam          | Vicky Donor                       | —                                           |
| 2014 | Vaani Kapoor         | Shuddh Desi Romance               | —                                           |
| 2015 | Kriti Sanon          | Heropanti                         | —                                           |
| 2016 | Bhumi Pednekar       | Dum Laga Ke Haisha                | —                                           |
| 2017 | Disha Patani         | M.S. Dhoni: The Untold Story      | —                                           |
| 2018 |                      |                                   |                                             |
| 2019 | Sara Ali Khan        | Kedarnath                         | —                                           |